# .lc

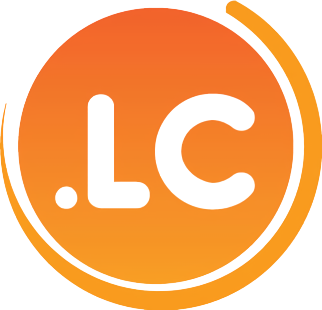

.lc는 세인트루시아의 인터넷 국가 코드 최상위 도메인이다. .lc의 조건이 충족하면, 단체나 개인 어디든 도메인 이름을 등록할 수 있다.

## 2차 및 3차 도메인
등록은 2차 또는 3차 도메인 중 하나에서 직접 이루어진다. 여러 등록 기관이 있지만 .gov.lc 및 .edu.lc는 NIC에만 등록할 수 있다.
- .co.lc
- .com.lc
- .org.lc(지역 비영리 단체는 이 도메인을 비용 없이 취득 가능)
- .net.lc
- .l.lc(LLC 도메인 핵)
- .p.lc(PLC용 도메인 핵)
- .gov.lc (정부 부처, 기관, 부처 등에 제한됨)
- .edu.lc (교육기관에 한함)